# Biskupi i arcybiskupi metropolici Buenos Aires
Biskupi i arcybiskupi metropolici Buenos Aires – biskupi archidiecezji Buenos Aires w Argentynie.
Urząd biskupa Buenos Aires powstał 6 kwietnia 1620. 5 marca 1866 biskupi Buenos Aires zostali podniesieni do godności arcybiskupów metropolitów. 29 stycznia 1936 papież Pius XI nadał arcybiskupom Buenos Aires tytuł prymasa Argentyny. 22 lipca 2024 papież Franciszek pozbawił arcybiskupów Buenos Aires tytułu prymasa i nadał go zwierzchnikom diecezji Santiago del Estero, którą jednocześnie wyniósł do godności archidiecezji.

## Biskupi i arcybiskupi Buenos Aires

### Biskupi Buenos Aires
1. Pedro Carranza Salinas OCarm (30 marca 1620 – 29 lutego 1632 zmarł)
2. Cristóbal de Aresti Martínez de Aguilar OSB † (3 grudnia 1635 – 1641 zmarł)
3. Cristóbal de la Mancha y Velazco OP (31 sierpnia 1641 – 4 lipca 1673 zmarł)
4. Antonio de Azcona Imberto (9 maja 1676 – 19 lutego 1700 zmarł)
5. Gabriel de Arregui OFM(23 czerwca 1712 – 1716) mianowany biskupem Cuzco
6. Pedro de Fajardo OSST (22 maja 1713 – 16 grudnia 1729 zmarł)
7. Juan de Arregui OFM (22 listopada 1730 – 19 grudnia 1736 zmarł)
8. José de Peralta Barrionuevo y Rocha Benavídez OP (19 maja 1738 – 14 czerwca 1746) mianowany biskupem La Paz
9. Cayetano Marcellano y Agramont (23 stycznia 1749 – 23 maja 1757) mianowany biskupem Trujillo
10. José Antonio Basurco y Herrera (2 kwietnia 1757 – 5 lutego 1761 zmarł)
11. Manuel Antonio de la Torre (14 lipca 1762 – 20 października 1776 zmarł)
12. Sebastián Malvar y Pinto OFM (19 października 1777 – 15 grudnia 1783) mianowany arcybiskupem Santiago de Compostela (Hiszpania)
13. Manuel Azamor y Ramírez (27 stycznia 1785 – 2 października 1796 zmarł)
14. Pedro Inocencio Bejarano (3 lipca 1797 – 23 lutego 1801) mianowany biskupem Sigüenzy (Hiszpania)
15. Benito Lué y Riega (9 sierpnia 1802 – 22 marca 1812 zmarł)
16. Mariano Medrano y Cabrera (7 października 1829 – 7 kwietnia 1851 zmarł)
17. Mariano José de Escalada Bustillo y Zeballos (23 czerwca 1854 – 5 marca 1866) mianowany arcybiskupem Buenos Aires

### Arcybiskupi Buenos Aires
17. Mariano José de Escalada Bustillo y Zeballos (5 marca 1866 – 28 lipca 1870 zmarł)

18. Federico León Aneiros (Aneyros) (25 lipca 1873 – 3 września 1894 zmarł)

19. Uladislao Javier Castellano (12 września 1895 – 6 lutego 1900 zmarł)

20. Mariano Antonio Espinosa (24 sierpnia 1900 – 8 kwietnia 1923 zmarł)

21. José María Bottaro y Hers OFM (9 września 1926 – 20 lipca 1932 zrezygnował)

### Arcybiskupi Buenos Aires, prymasi Argentyny
22. Kardynał Santiago Luis Copello (20 września 1932 – 25 marca 1959) mianowany Kanclerzem Świętego Kościoła Rzymskiego (od 29 stycznia 1936 prymas Argentyny)

23. Fermín Emilio Lafitte (25 marca 1959 – 8 sierpnia 1959 zmarł)

24. Kardynał Antonio Caggiano (15 sierpnia 1959 – 22 kwietnia 1975)

25. Kardynał Juan Carlos Aramburu (22 kwietnia 1975 – 10 lipca 1990)

26. Kardynał Antonio Quarracino (10 lipca 1990 – 28 lutego 1998 zmarł)

27. Kardynał Jorge Mario Bergoglio SI (28 lutego 1998 – 13 marca 2013) następnie wybrany papieżem

28. Kardynał Mario Aurelio Poli (28 marca 2013 – 26 maja 2023)

29. Abp Jorge García Cuerva (15 lipca 2023 – 22 lipca 2024)

### Arcybiskupi Buenos Aires
29. Abp Jorge García Cuerva (od 22 lipca 2024)